# Alstroemeria lactilutea
Alstroemeria lactilutea este o specie de plante monocotiledonate din genul Alstroemeria, familia Alstroemeriaceae, descrisă de Pierfelice Ravenna și Axel Brinck. Conform Catalogue of Life specia Alstroemeria lactilutea nu are subspecii cunoscute.